# Sera Timur
Sera Timur is een bestuurslaag in het regentschap Sumenep van de provincie Oost-Java, Indonesië. Sera Timur telt 1547 inwoners (volkstelling 2010).